# Reggie Lucas
Reginald Grant "Reggie" Lucas, född 25 februari 1953 i New York, död 19 maj 2018 i New York, var en amerikansk musiker, låtskrivare och skivproducent. Lucas är mest känd för sitt produktionsarbete med funk- och soulgruppen Mtume och för att ha producerat merparten av Madonnas självbetitlade debutalbum.

## Diskografi, solo
- Survival Themes (1978, East Wind Records)